# Elena Kapsamer
Elena Kapsamer (* 12. Mai 2002 in Wels) ist eine österreichische Motocrossfahrerin.
Kapsamer fährt seit ihrem 4. Lebensjahr Motocrossrennen und ist aktuell die einzige österreichische Fahrerin, die in der FIM-Motocross-Weltmeisterschaft am Start steht. 2024 fuhr sie Läufe zur Wm, zur Europameisterschaft und zur tschechischen Meisterschaft, musste die Saison allerdings nach einem schweren Unfall beim Türkei-GP vorzeitig beenden. 2025 errang sie den Titel der Vize-Europameisterin in der FIM Women European Motocross Championship.

## Statistik

### Ergebnisse in der Motocross-Weltmeisterschaft
| Saison | Klasse | Motorrad | Punkte | Pos. |
| ------ | ------ | -------- | ------ | ---- |
| 2018   | WMX    | KTM      | 4      | 63.  |
| 2020   | WMX    | KTM      | 26     | 21.  |
| 2021   | WMX    | GasGas   | 3      | 29.  |